# Estribaciones de Sierra Mágina
Estribaciones de Sierra Mágina este o arie protejată (arie specială de conservare — SAC, sit de importanță comunitară — SCI) din Spania întinsă pe o suprafață de 6.108,42 ha, integral pe uscat.

## Localizare
Centrul sitului Estribaciones de Sierra Mágina este situat la coordonatele 37°45′44″N 3°34′39″W / 37.7621°N 3.5776°V.

## Înființare
Situl Estribaciones de Sierra Mágina a fost declarat sit de importanță comunitară în decembrie 1997 pentru a proteja 7 specii de animale. Situl a fost protejat și ca arie specială de conservare în iulie 2020.

## Biodiversitate
Situată în ecoregiunea mediteraneană, aria protejată conține 12 habitate naturale: Lande oro-mediteraneene cu formațiuni endemice de grozamă, Liziere de ierburi înalte hidrofile de câmpie și de nivel montan până la alpin, Păduri de Quercus ilex și Quercus rotundifolia, Pajiști alpine și subalpine calcaroase, Formațiuni stabile xerotermofile de Buxus sempervirens pe pante stâncoase (Berberidion p.p.), Păduri de pin mediteraneene cu pini mezogeni endemici, Pante stâncoase calcaroase cu vegetație casmofită, Pajiști umede mediteraneene cu ierburi înalte de Molinio-Holoschoenion, Tufărișuri termo-mediteraneene și de pre-deșert, Pseudostepă cu ierburi și specii anuale de Thero-Brachypodietea, Dehesas cu Quercus spp. perene, Păduri iberice de Quercus faginea și Quercus canariensis.
La baza desemnării sitului se află mai multe specii protejate:
- păsări (4): Aquila adalberti, acvilă de munte (Aquila chrysaetos), Aquila fasciata, șoim călător (Falco peregrinus)
- amfibieni (1): Discoglossus galganoi
- mamifere (2): râs iberic (Lynx pardinus), liliacul mare cu potcoavă (Rhinolophus ferrumequinum)

Pe lângă speciile protejate, pe teritoriul sitului au mai fost identificate 3 specii de plante, 1 specie de amfibieni.